# 殤公 (衛)
殤公（しょうこう、紀元前?年 - 紀元前547年）は、衛の第26代君主。穆公の孫で姫黒背の子。『史記』での諱は秋（しゅう）だが、『春秋左氏伝』では剽（ひょう）と表記している。

## 生涯
穆公の孫として生まれる。
献公5年（前572年）冬、献公は公孫秋（子叔）を魯へ遣わした。
献公18年（前559年）4月、大夫の孫林父（孫文子）が献公を攻撃して衛から放逐した。孫林父は献公の弟（もしくは従弟）である公孫秋を立てて衛君（以降は殤公と表記）とした。放逐された献公は斉へ逃れ、聚邑に住まわせてもらった。こうして孫林父と甯殖（甯恵子）は衛の相（しょう：宰相）となり、諸侯の命を聞くこととなった。
殤公2年（前557年）3月、殤公は晋・宋・魯・鄭・曹・莒・邾・薛・杞・小邾の要人たちと溴梁で会合し、盟を結んだ。6月、甯殖は鄭・晋・魯・宋の要人たちと会合し、許を攻撃した。
殤公3年（前556年）春、大夫の孫蒯（孫林父の子）は国境を越えて曹隧（曹の地）で狩りをし、重丘（曹の邑）で馬に水を飲まそうとして釣瓶を壊してしまった。それに対して重丘の人が彼の父を罵ったので、その夏に衛の石買と孫蒯は曹を攻撃し、重丘を占領した。
殤公4年（前555年）夏、昨年の件で曹が同盟国である晋に訴えたため、晋は石買と孫蒯を捕えた。10月、殤公は晋・宋・魯・鄭・曹・莒・邾・滕・薛・杞・小邾の君主たちと魯済（魯の地）で会合し、ともに斉を包囲した。
殤公5年（前554年）夏、孫林父が衛軍を率いて斉を攻撃した。
殤公6年（前553年）6月、殤公は晋・斉・宋・魯・鄭・曹・莒・邾・滕・薛・杞・小邾の君主たちと会合し、澶淵（衛の地）で盟を結んだ。この年の冬、甯殖が卒去し、その後を子の甯喜（甯悼子）が継いだ。
殤公7年（前552年）冬、殤公は晋・斉・宋・魯・鄭・曹・莒・邾の君主たちと商任（晋の地）で会合した。このとき、斉の荘公と殤公が不敬のふるまいをしたため、晋の大夫である羊舌肸（叔向）に注意された。
殤公8年（前551年）冬、殤公は晋・斉・宋・魯・鄭・曹・莒・邾・薛・杞・小邾の君主たちと沙随（宋の地）で会合した。
殤公9年（前550年）秋、斉が衛を攻撃してきた。
殤公10年（前549年）秋、殤公は晋・宋・魯・鄭・曹・莒・邾・滕・薛・杞・小邾の君主たちと夷儀（衛の地）で会合し、ともに斉を討とうとしたが、洪水に遭って勝てなかった（朝歌の戦い）。
殤公11年（前548年）5月、殤公はふたたび晋・宋・魯・鄭・曹・莒・邾・滕・薛・杞・小邾の君主たちと夷儀（衛の地）で会合し、斉を攻撃した。その秋、斉との和約が成立し、諸侯は重丘で盟を結んだ。そのころ、衛の先君である献公が夷儀に入った。
殤公12年（前547年）、先君の献公が何度か甯喜に帰国を求めたため、2月に甯喜と右宰の穀は政敵である孫一族を攻撃し、殤公と太子の角を殺して献公を迎えた。

## 参考資料
- 『春秋左氏伝』（襄公十五年～二十六年）
- 司馬遷『史記』（衛康叔世家第七）